# جيرمين ريد
جيرمين ريد هو لاعب كرة القدم الكندية كندي، ولد في 19 أبريل 1983 في تورونتو في كندا.